# استفانو سیبانی
استفانو سیبانی (ایتالیایی: Stefano Sibani؛ زادهٔ ۶ اکتبر ۱۹۵۱) بازیکن والیبال اهل ایتالیا بود. وی در بازی‌های المپیک تابستانی ۱۹۷۶ و ۱۹۸۰ شرکت کرده‌است.